# Nehmten
Nehmten là một đô thị thuộc huyện Plön, trong bang Schleswig-Holstein, nước Đức. Đô thị Nehmten có diện tích 22,04 km², dân số thời điểm 31 tháng 12 năm 2006 là 273 người.